# Cour du Ponant
Cour du Ponant är en gata i Quartier de Bercy i Paris tolfte arrondissement. Gatans namn är av oklart ursprung. Cour du Ponant börjar vid Cour du Levant 3 och slutar vid Rue Baron-Le-Roy 78.

## Bilder
| - Notre-Dame-de-la-Nativité de Bercy. - Parc de Bercy. - Cour Saint-Émilion. |

## Omgivningar
- Notre-Dame-de-la-Nativité de Bercy
- Parc de Bercy
- Cour Saint-Émilion

## Kommunikationer
- Tunnelbana – linje  – Cour Saint-Émilion
- Busshållplats Terroirs de France – Paris bussnät

### Webbkällor
- ”Cour du Ponant”. Mairie de Paris. https://web.archive.org/web/20160303194904/http://www.v2asp.paris.fr/commun/v2asp/v2/nomenclature_voies/Voieactu/7545.nom.htm. Läst 5 oktober 2023.
- ”Cour du Ponant (12ème arrondissement)”. Les rues de Paris. https://web.archive.org/web/20190929135408/http://www.parisrues.com/rues12/paris-12-cour-du-ponant.html. Läst 5 oktober 2023.